# Ousadia & Alegria
Ousadia & Alegria é um álbum ao vivo do cantor Thiaguinho, gravado em 5 de abril de 2012 no Credicard Hall em São Paulo e lançado em 10 de julho de 2012 pela Som Livre. No álbum, o cantor apresenta um repertório com 16 canções inéditas em sua carreira solo, a canção "Buquê de Flores" (composição dele com Pézinho) foi fez sucesso nas rádios antes mesmo do álbum ser gravado, a música "Sou O Cara Pra Você" é composição dele com Gabriel Barriga, o álbum também traz convidados como Neymar na faixa-título "Ousadia e Alegria", Alexandre Pires na música "Lero Lero", Ivete Sangalo na música "O Poder do Pretinho", Luiza Possi na música "Ainda é Tudo Seu" gravada originalmente para o álbum Seguir Cantando (2011) e participação da cantora e Gilberto Gil na música "Simples Desejo", regravação de Luciana Mello.

## Faixas do CD
1. "Leite Condensado"
2. "Buquê de Flores"
3. "Ousadia e Alegria" (Part. Neymar)
4. "Lero Lero" (Part. Alexandre Pires)
5. "Desencana"
6. "Puxando"
7. "Sou o Cara Pra Você"
8. "Até Você Ver"
9. "Muleke Conquista"
10. "O Poder do Pretinho" (Part. Ivete Sangalo)
11. "Antes de Dizer Adeus"
12. "Simples Desejo" (Part. Gilberto Gil)
13. "Ainda Bem"
14. "Vai Novinha"
15. "Deixa Eu Te Fazer Feliz"
16. "Eu Quero É Ser Feliz"
17. "Tomara"
18. "Motel"
19. "Robin Hood da Paixão"
20. "Eternamente Feliz"
21. "Deixa Pra Mim"

## Faixas do DVD
1. "Leite Condensado" (composição Thiaguinho e Rodriguinho)
2. "Buquê de Flores" (composição Thiaguinho e Pezinho)
3. "Ousadia e Alegria" (Part. Neymar) (composição Thiaguinho, Gabriel Barriga e Pezinho)
4. "Deixa Pra Mim"
5. "Lero Lero" (Part. Alexandre Pires) (composição Flavinho Silva, Agabe e Adilson Ribeiro)
6. "Desencana" (composição Thiaguinho, Gabriel Barriga e JEZRREL)
7. "Sou o Cara Pra Você" (composição Thiaguinho e Gabriel Barriga)
8. "Até Você Ver" (composição Filipe Duarte)
9. "Muleke Conquista" (composição Thiaguinho e Gabriel Barriga)
10. "O Poder do Pretinho" (Part. Ivete Sangalo)
11. "Antes de Dizer Adeus"
12. "Ainda Bem" (composição Thiaguinho e Gabriel Barriga)
13. "Deixa Eu Te Fazer Feliz" (Thiaguinho e Pézinho)
14. "Tomara" (composição Thiaguinho/ Dan)
15. "Ainda É Tudo Seu" (Part. Luiza Possi) (composição Luiza Possi)
16. "Motel"
17. "Robin Hood da Paixão"
18. "Eternamente Feliz"
19. "Resenha" (Thiaguinho/ Rodriguinho)
20. "Puxando" (Thiaguinho/Rodriguinho)
21. "Vai Novinha" (composição (Thiaguinho/ Gabriel Barriga/ Billy SP/ Cleitinho Persona)
22. "A Amizade É Tudo"
23. "Simples Desejo" (Part. Gilberto Gil)
24. "Eu Quero É Ser Feliz" (composição Thiaguinho e Gabriel Barriga)